# Paratiroidnom hormonu srodan protein
Paratiroidnom hormonu srodan protein (PTHrP) je protein koji je član paratiroidne hormonske familije. U nekim slučajevima njega izlučuju ćelije kancera (rak dojke i pojedini tipova raka pluća). Međutim, on isto tako ima normalne funkcije.

## Funkcija
deluje kao endokrini, autokrini, parakrini, i intrakrini hormon. On reguliše endohondralni razvoj kostiju putem održavanja endohondralnih rastućih ploča pri konstantnoj širini. On takođe reguliše epitelno-mesenhimalne interakcije tokom formiranja mlečnih žlezda.

## Genetika
Poznate su četiri alternativno splajsovane transkriptne varijante koji kodiraju dve različite izoforme. Postoji dokazi da dolazi od alternativne translacione inicijacije sa ne-AUG (CUG i GUG) početnih mesta.

## Interakcije
Paratiroidnom hormonu srodan protein formira interakcije sa  i arestin beta 1.

## Literatura
- Miao D, Li J, Xue Y, Su H, Karaplis AC, Goltzman D (2004). „Parathyroid hormone-related peptide is required for increased trabecular bone volume in parathyroid hormone-null mice”. Endocrinology. 145 (8): 3554—62. PMID 15090463. doi:10.1210/en.2003-1695.
- Casey ML, MacDonald PC (1997). „The endothelin-parathyroid hormone-related protein vasoactive peptide system in human endometrium: modulation by transforming growth factor-beta”. Hum. Reprod. 11 Suppl 2: 62—82. PMID 8982748.
- Lam MH; Thomas RJ; Martin TJ;  . (2000). „Nuclear and nucleolar localization of parathyroid hormone-related protein”. Immunol. Cell Biol. 78 (4): 395—402. PMID 10947864. doi:10.1046/j.1440-1711.2000.00919.x.
- Fiaschi-Taesch NM, Stewart AF (2003). „Minireview: parathyroid hormone-related protein as an intracrine factor--trafficking mechanisms and functional consequences”. Endocrinology. 144 (2): 407—11. PMID 12538599. doi:10.1210/en.2002-220818.
- Jans DA, Thomas RJ, Gillespie MT (2003). „Parathyroid hormone-related protein (PTHrP): a nucleocytoplasmic shuttling protein with distinct paracrine and intracrine roles”. Vitam. Horm. Vitamins & Hormones. 66: 345—84. ISBN 978-0-12-709866-1. PMID 12852260. doi:10.1016/S0083-6729(03)01010-0.
- Maioli E, Fortino V, Pacini A (2005). „Parathyroid hormone-related protein in preeclampsia: a linkage between maternal and fetal failures”. Biol. Reprod. 71 (6): 1779—84. PMID 15286039. doi:10.1095/biolreprod.104.030932.
- Fenton AJ; Kemp BE; Kent GN;  . (1991). „A carboxyl-terminal peptide from the parathyroid hormone-related protein inhibits bone resorption by osteoclasts”. Endocrinology. 129 (4): 1762—8. PMID 1915066. doi:10.1210/endo-129-4-1762.
- Fenton AJ; Kemp BE; Hammonds RG;  . (1991). „A potent inhibitor of osteoclastic bone resorption within a highly conserved pentapeptide region of parathyroid hormone-related protein; PTHrP[107-111]”. Endocrinology. 129 (6): 3424—6. PMID 1954916. doi:10.1210/endo-129-6-3424.
- Moniz C; Burton PB; Malik AN;  . (1991). „Parathyroid hormone-related peptide in normal human fetal development”. J. Mol. Endocrinol. 5 (3): 259—66. PMID 2288637. doi:10.1677/jme.0.0050259.
- Hammonds RG; McKay P; Winslow GA;  . (1989). „Purification and characterization of recombinant human parathyroid hormone-related protein”. J. Biol. Chem. 264 (25): 14806—11. PMID 2549037.
- Yasuda T, Banville D, Hendy GN, Goltzman D (1989). „Characterization of the human parathyroid hormone-like peptide gene. Functional and evolutionary aspects”. J. Biol. Chem. 264 (13): 7720—5. PMID 2708388.
- Suva LJ; Mather KA; Gillespie MT;  . (1989). „Structure of the 5' flanking region of the gene encoding human parathyroid-hormone-related protein (PTHrP)”. Gene. 77 (1): 95—105. PMID 2744490. doi:10.1016/0378-1119(89)90363-6.
- Mangin M; Webb AC; Dreyer BE;  . (1988). „Identification of a cDNA encoding a parathyroid hormone-like peptide from a human tumor associated with humoral hypercalcemia of malignancy”. Proc. Natl. Acad. Sci. U.S.A. 85 (2): 597—601. PMC 279598 . PMID 2829195. doi:10.1073/pnas.85.2.597.
- Moseley JM; Kubota M; Diefenbach-Jagger H;  . (1987). „Parathyroid hormone-related protein purified from a human lung cancer cell line”. Proc. Natl. Acad. Sci. U.S.A. 84 (14): 5048—52. PMC 305244 . PMID 2885845. doi:10.1073/pnas.84.14.5048.
- Mangin M, Ikeda K, Dreyer BE, Broadus AE (1989). „Isolation and characterization of the human parathyroid hormone-like peptide gene”. Proc. Natl. Acad. Sci. U.S.A. 86 (7): 2408—12. PMC 286922 . PMID 2928340. doi:10.1073/pnas.86.7.2408.
- Thiede MA; Strewler GJ; Nissenson RA;  . (1988). „Human renal carcinoma expresses two messages encoding a parathyroid hormone-like peptide: evidence for the alternative splicing of a single-copy gene”. Proc. Natl. Acad. Sci. U.S.A. 85 (13): 4605—9. PMC 280483 . PMID 3290897. doi:10.1073/pnas.85.13.4605.
- Suva LJ; Winslow GA; Wettenhall RE;  . (1987). „A parathyroid hormone-related protein implicated in malignant hypercalcemia: cloning and expression”. Science. 237 (4817): 893—6. PMID 3616618. doi:10.1126/science.3616618.
- Campos RV, Zhang L, Drucker DJ (1995). „Differential expression of RNA transcripts encoding unique carboxy-terminal sequences of human parathyroid hormone-related peptide”. Mol. Endocrinol. 8 (12): 1656—66. PMID 7708054. doi:10.1210/me.8.12.1656.
- Holick MF; Ray S; Chen TC;  . (1994). „A parathyroid hormone antagonist stimulates epidermal proliferation and hair growth in mice”. Proc. Natl. Acad. Sci. U.S.A. 91 (17): 8014—6. PMC 44535 . PMID 8058749. doi:10.1073/pnas.91.17.8014.
- Seitz PK; Cooper KM; Ives KL;  . (1993). „Parathyroid hormone-related peptide production and action in a myoepithelial cell line derived from normal human breast”. Endocrinology. 133 (3): 1116—24. PMID 8396010. doi:10.1210/en.133.3.1116.
- Li H; Seitz PK; Selvanayagam P;  . (1996). „Effect of endogenously produced parathyroid hormone-related peptide on growth of a human hepatoma cell line (Hep G2)”. Endocrinology. 137 (6): 2367—74. PMID 8641188. doi:10.1210/en.137.6.2367.